# ایلولیسات
ایلولیسات (به لاتین: Ilulissat) یک شهر در کواسویتسوپ است که در گرینلند واقع شده‌است.

## خصوصیات
ایلولیسات ۱۱٫۲۵ کیلومترمربع مساحت و ۴٬۸۶۶ نفر جمعیت دارد.

## خواهرخوانده
شهرهای Fredericia، Fuglafjørður و هافنارفیورذور خواهرخوانده‌های ایلولیسات هستند.

## نگارخانه

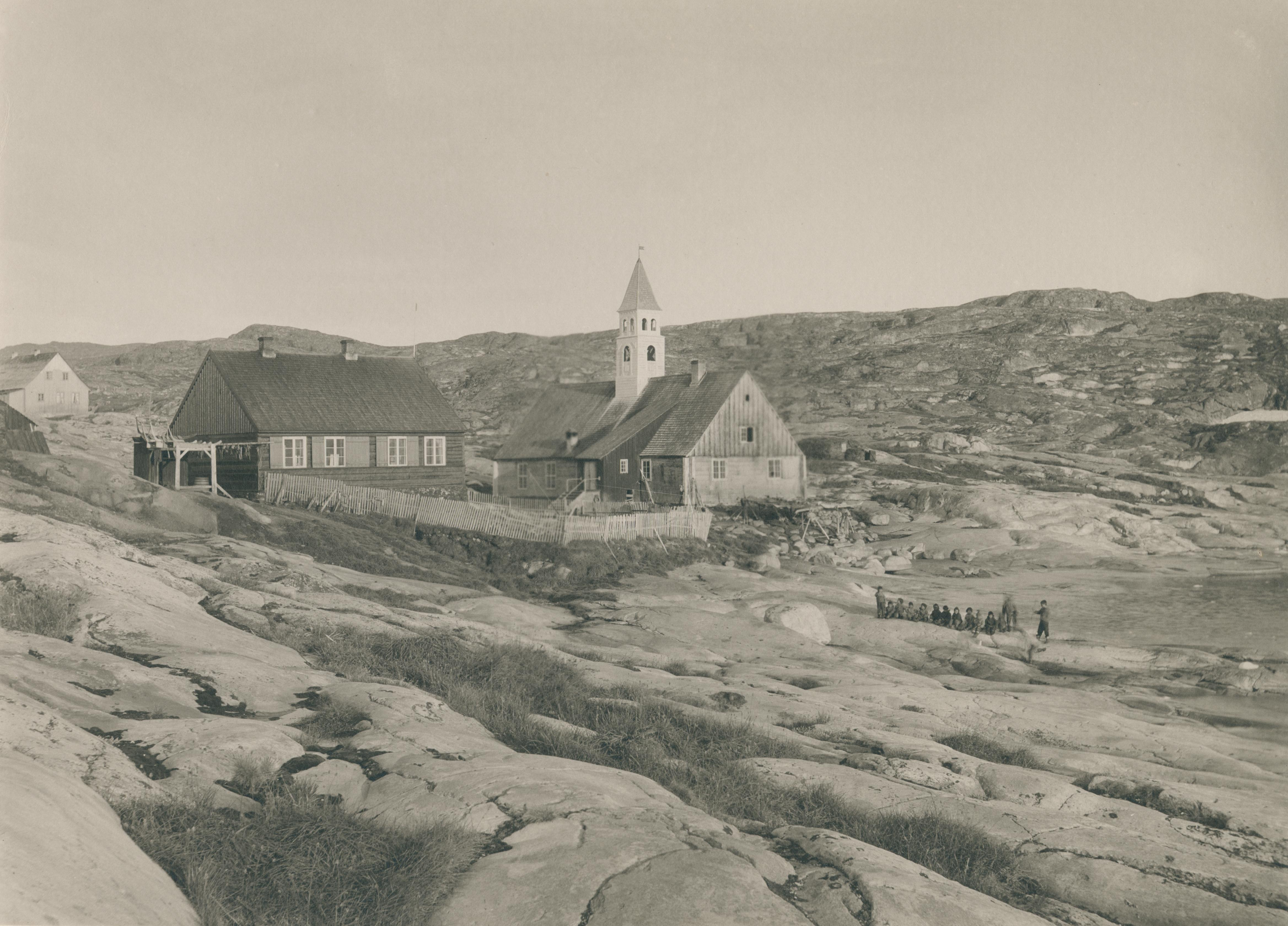
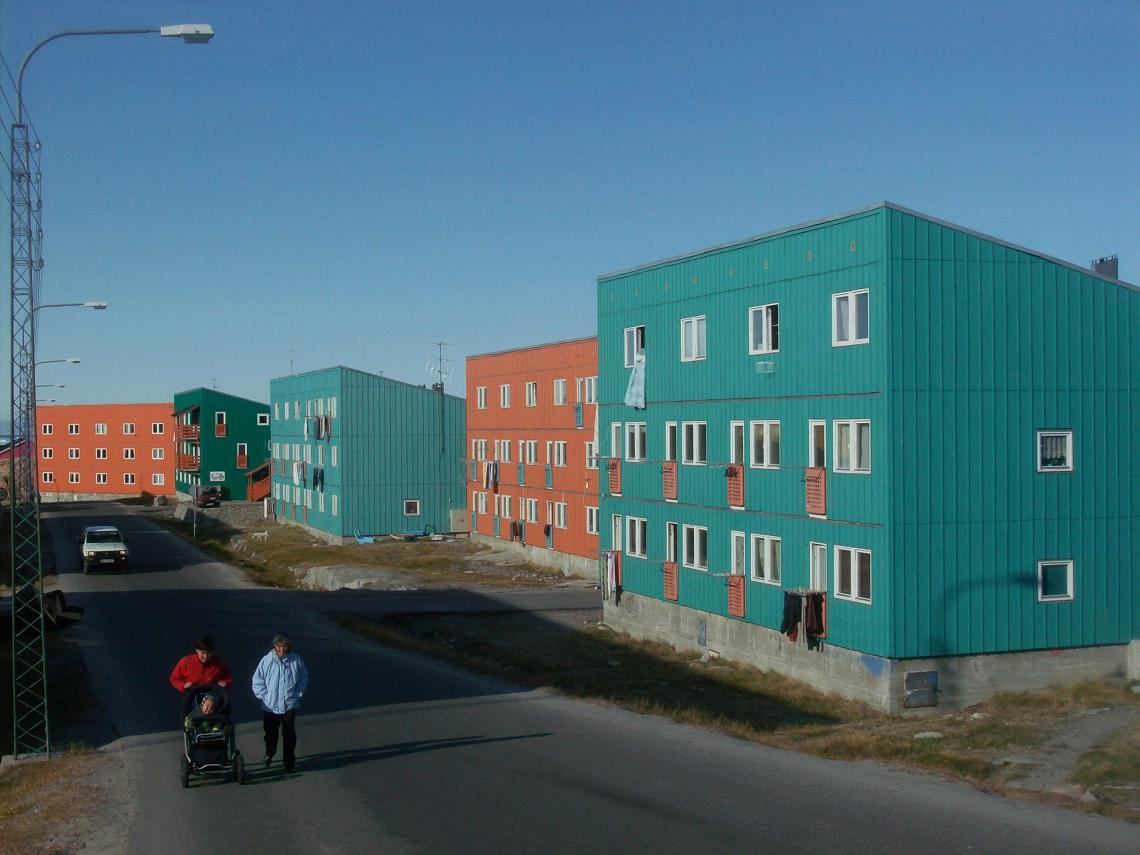
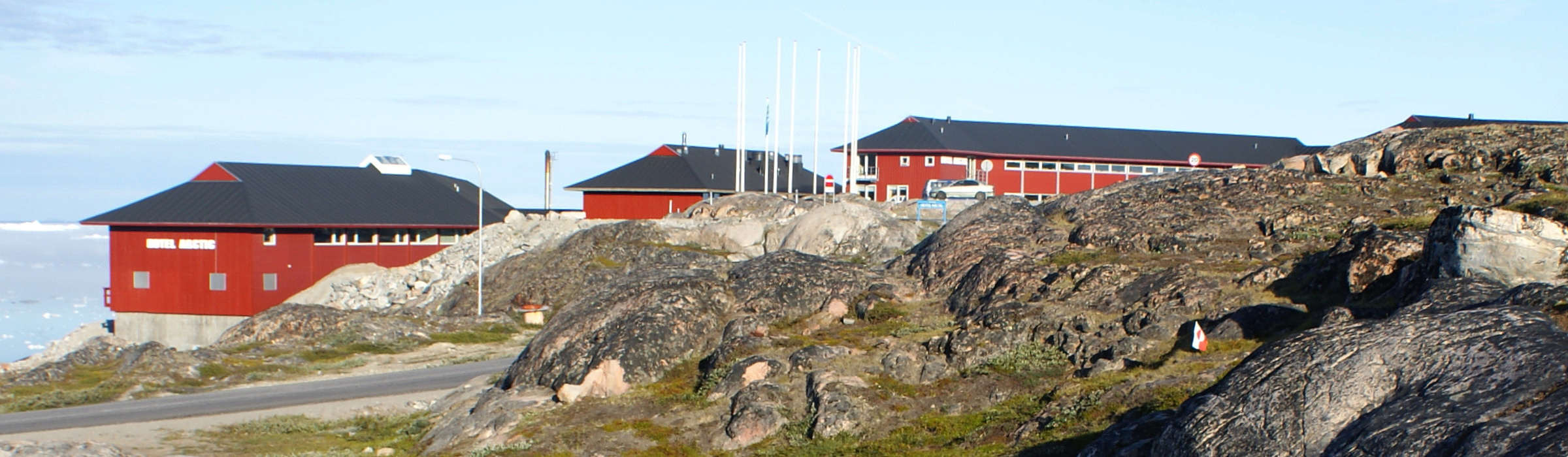
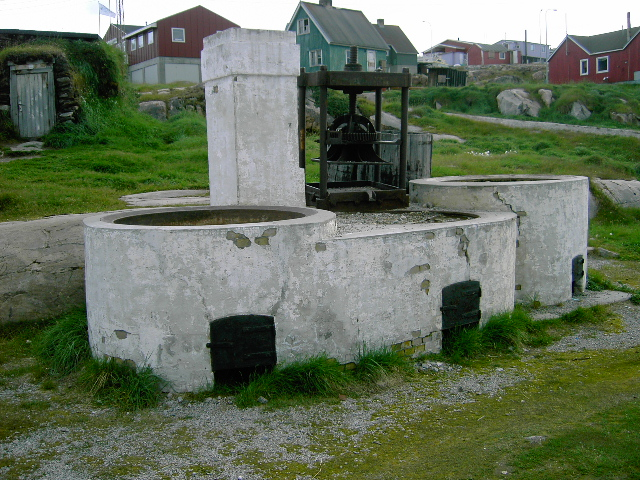
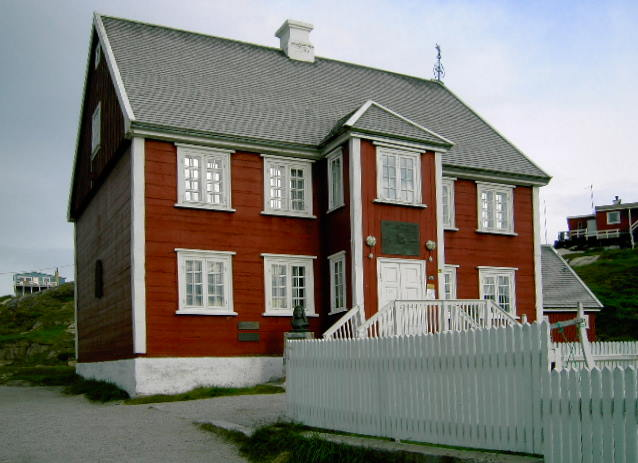
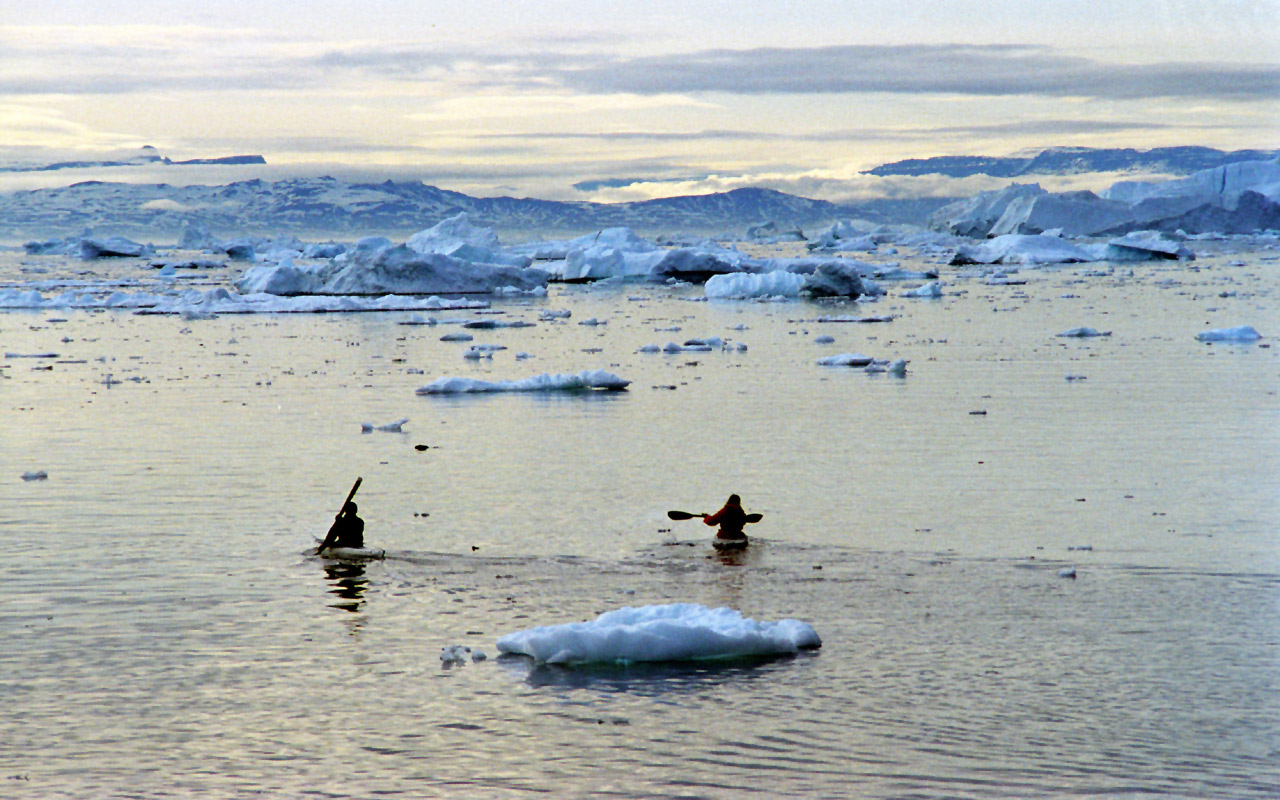
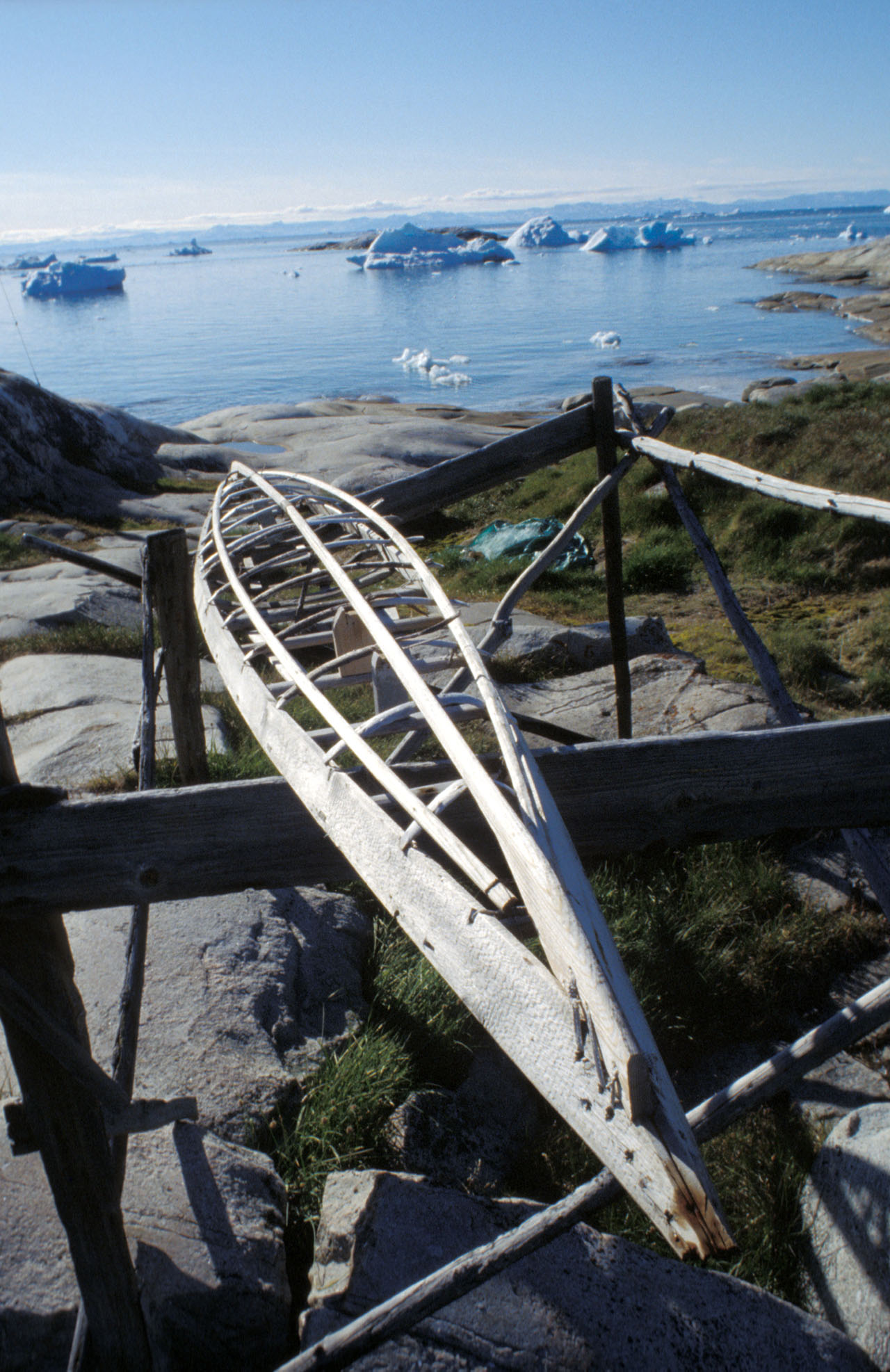
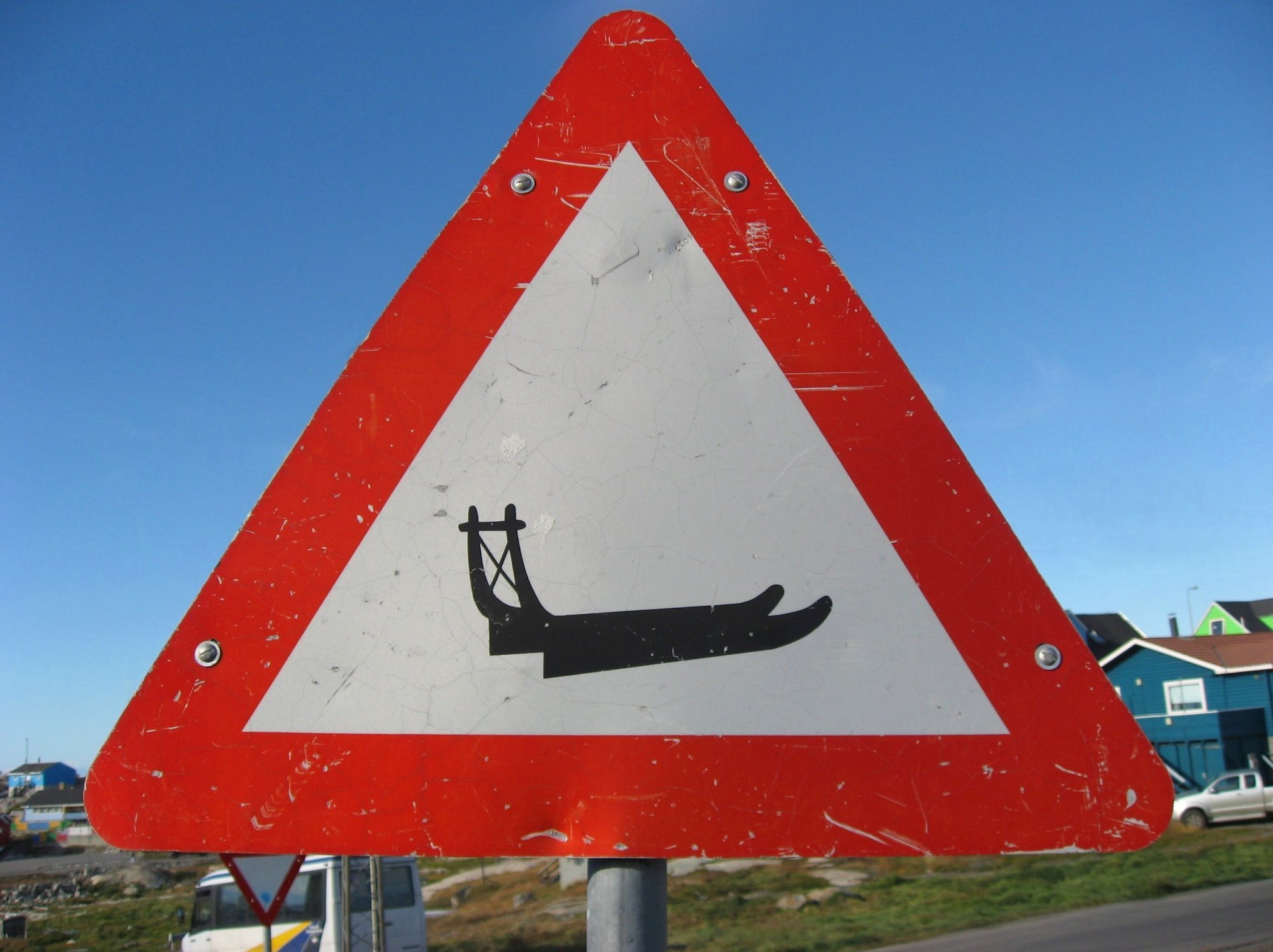
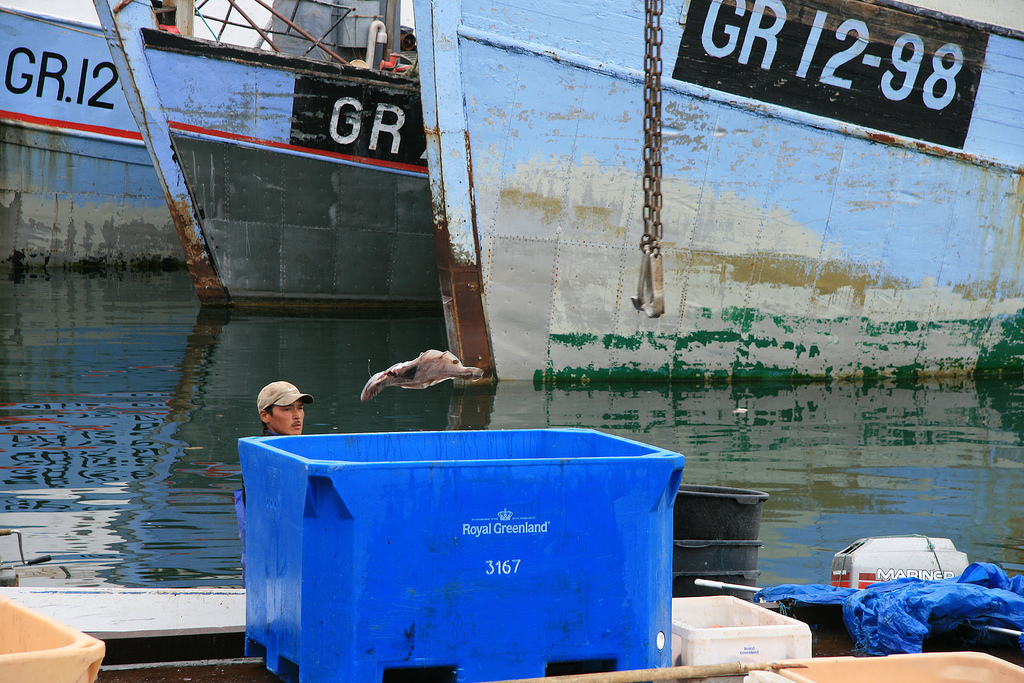
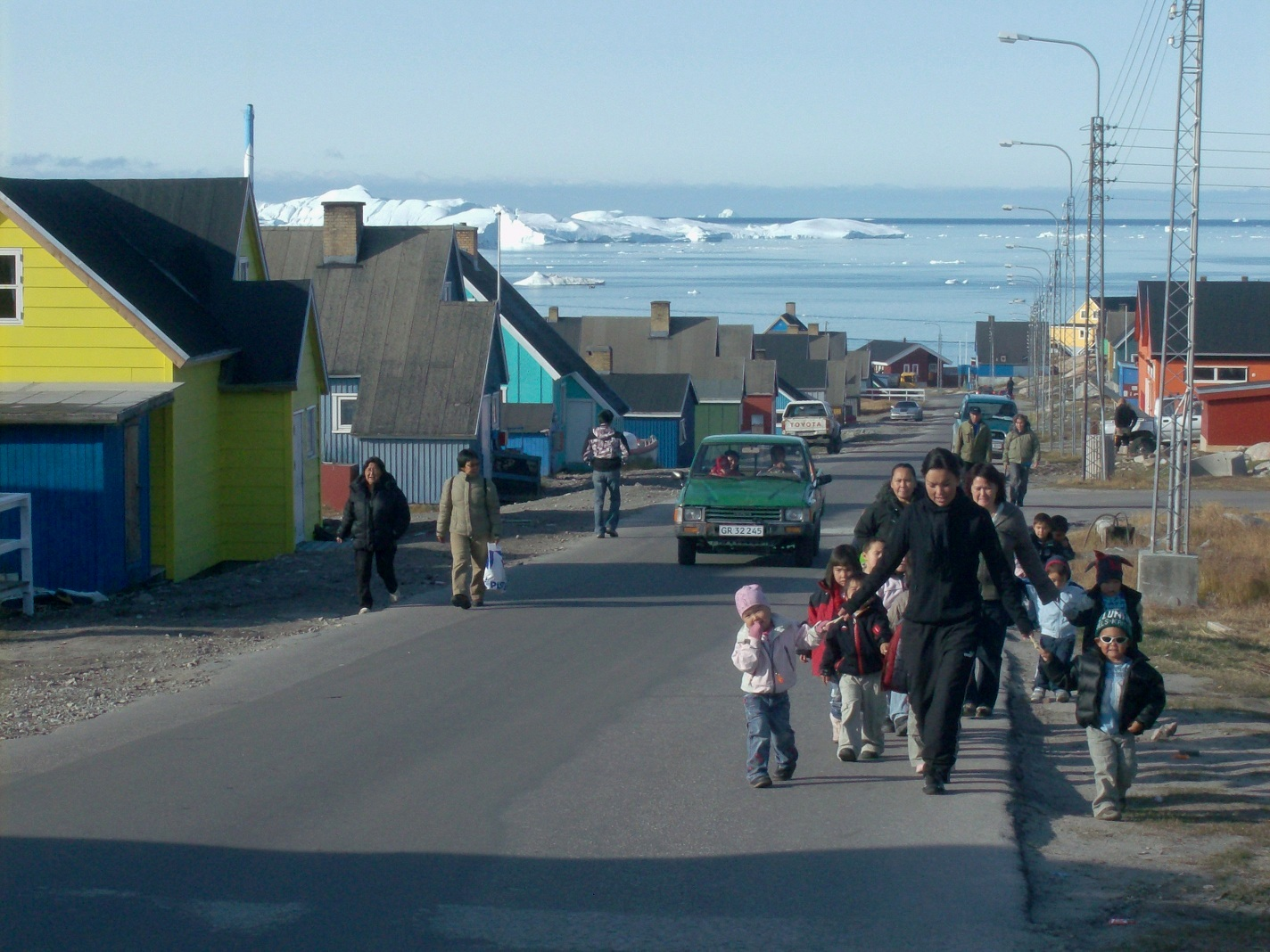
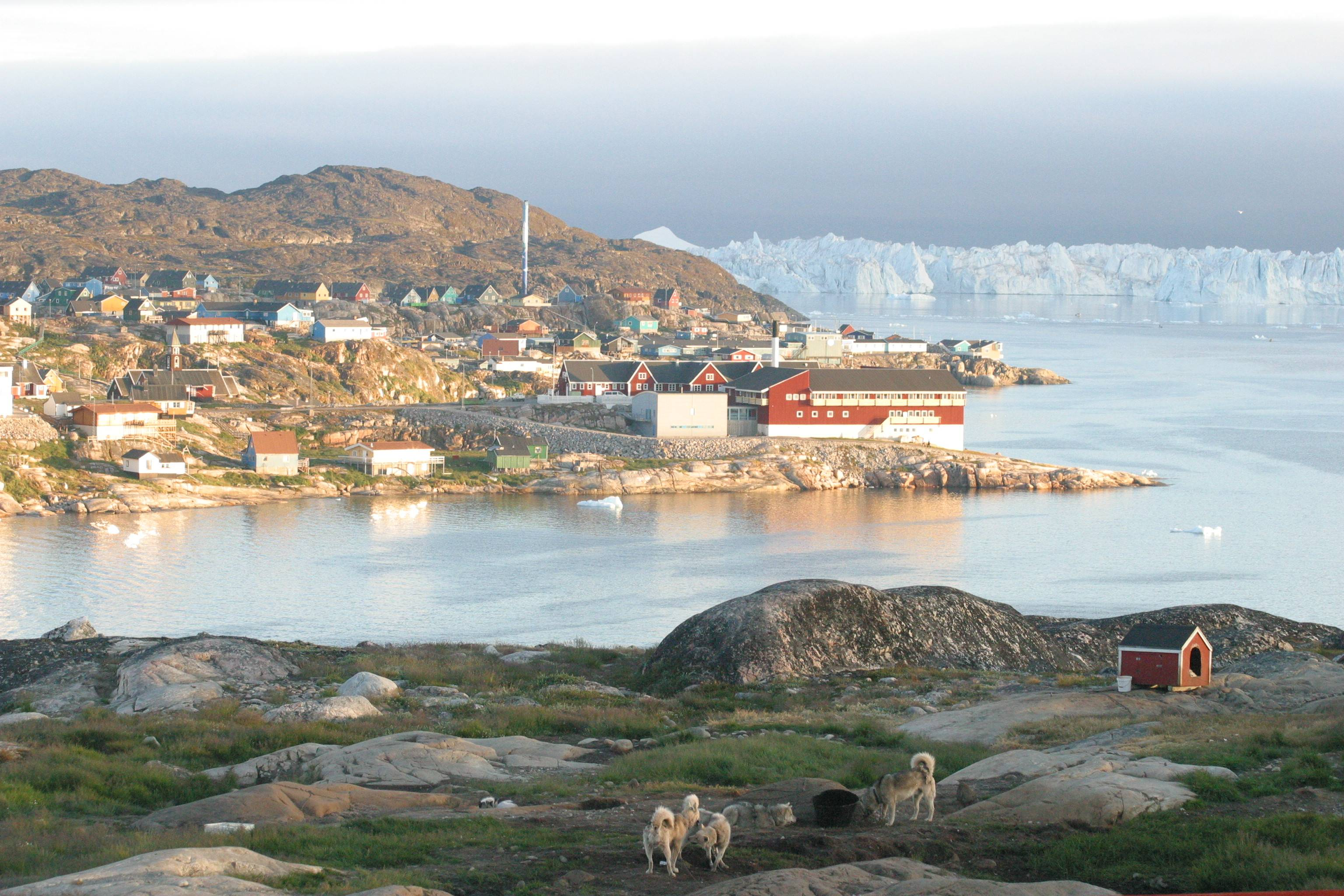
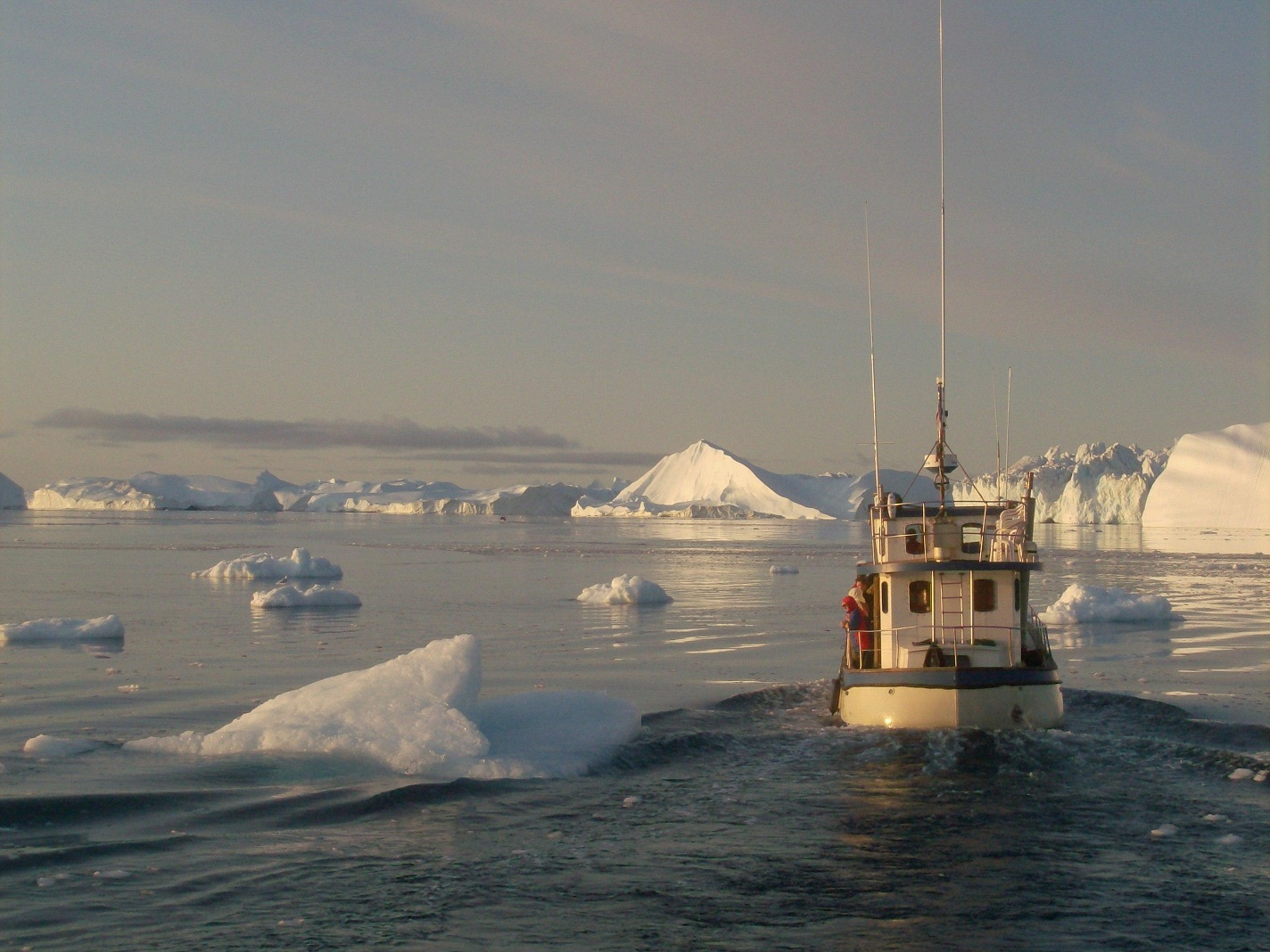
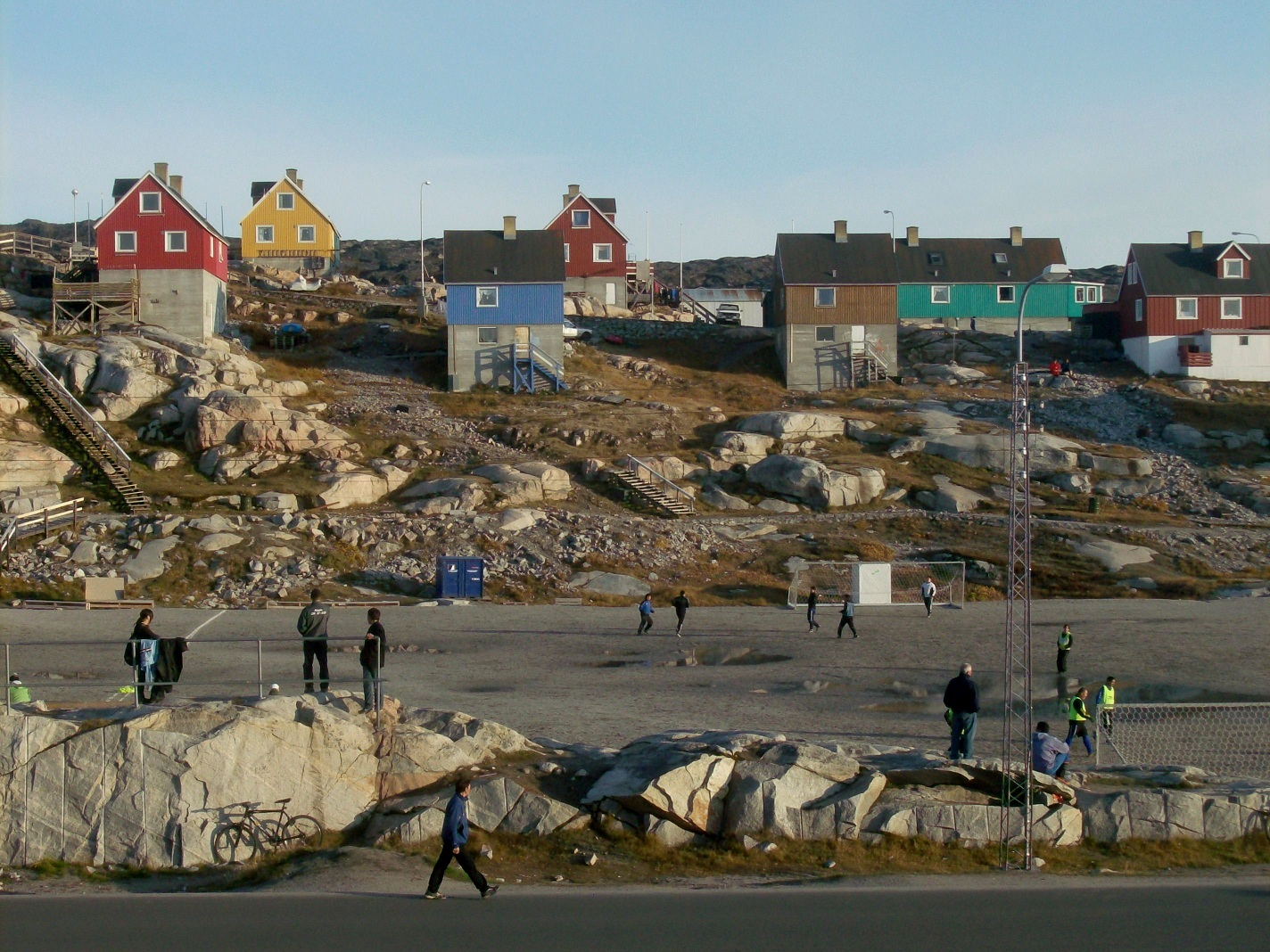
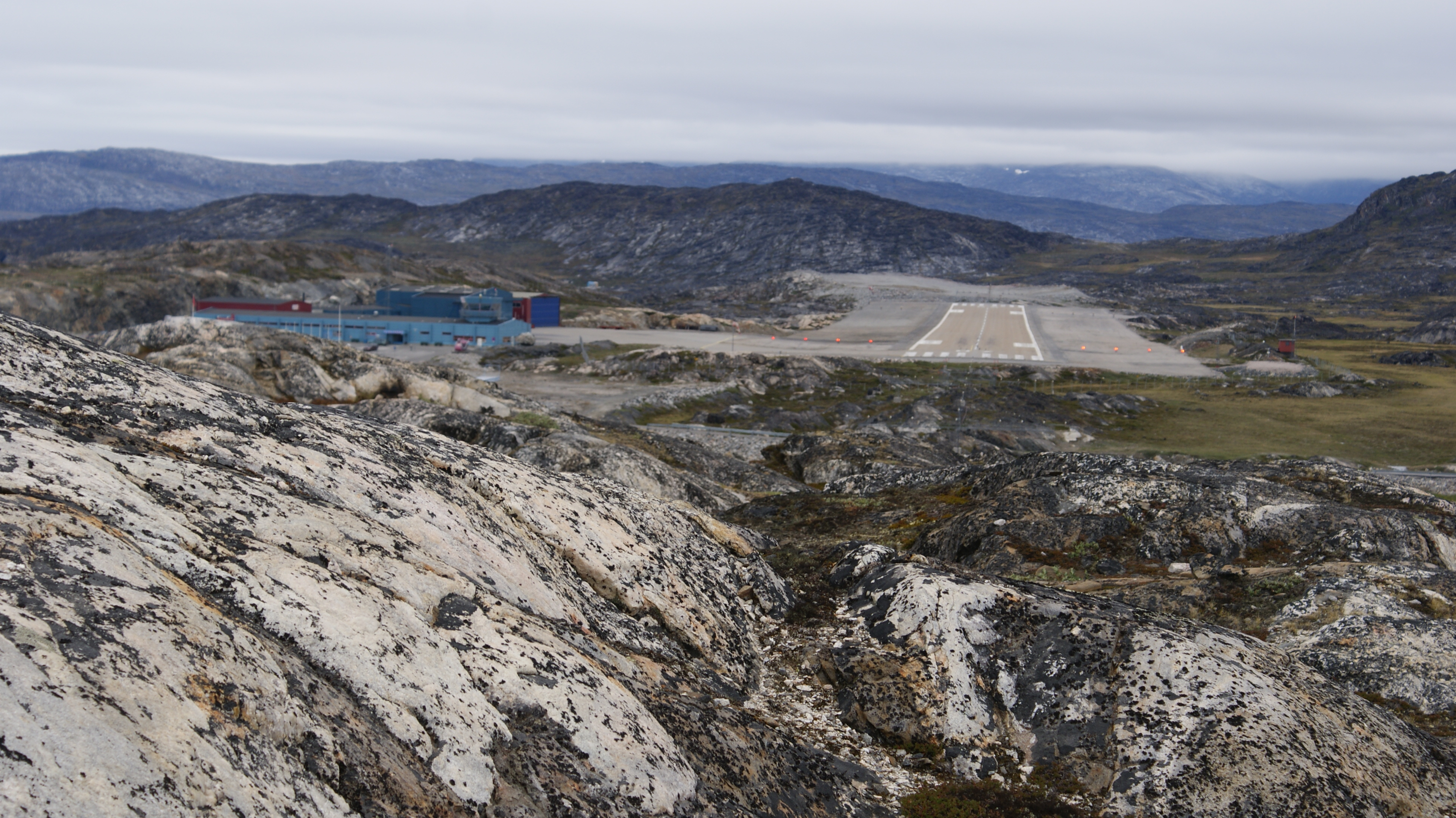
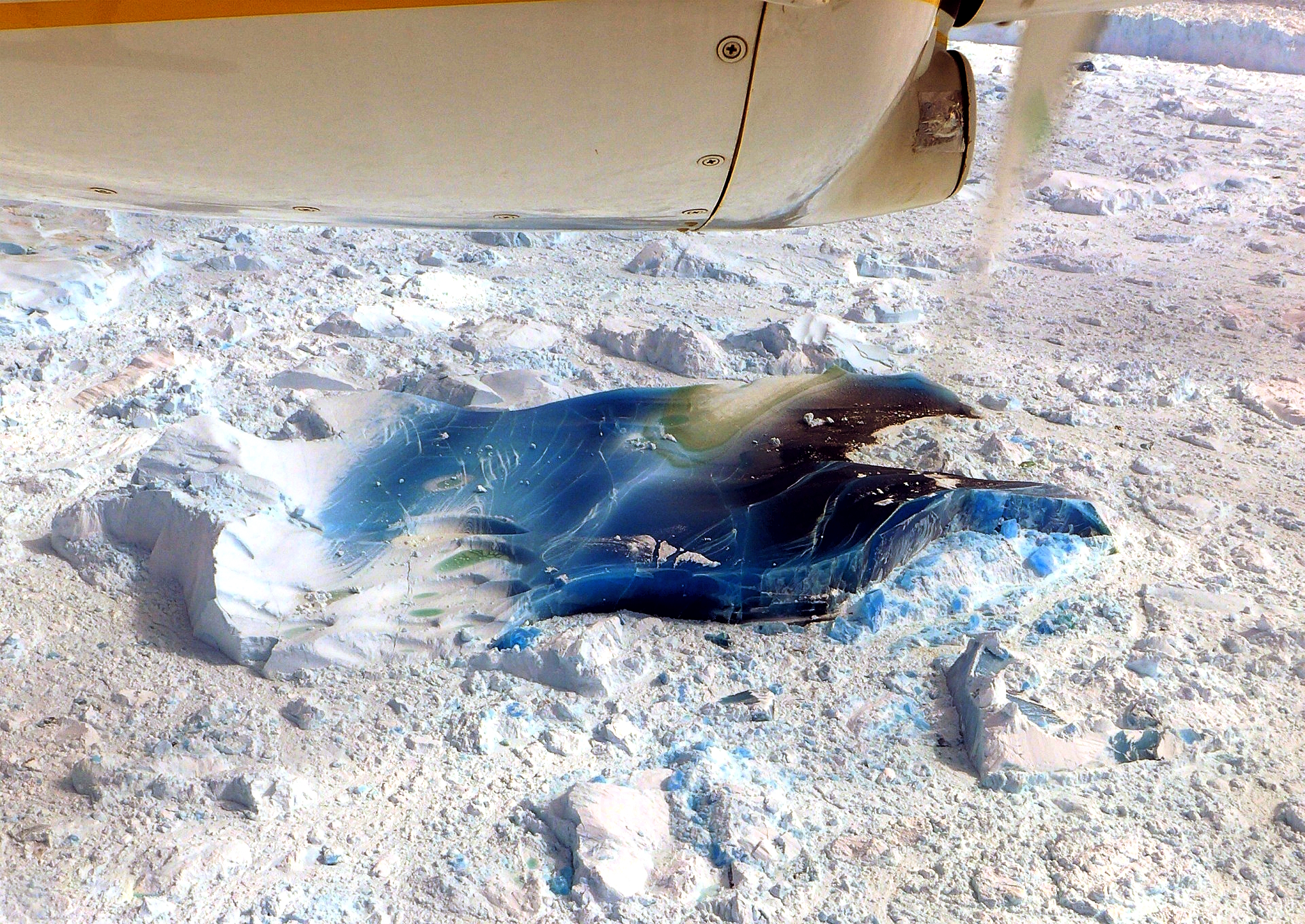